# Dieppe (New Brunswick)
Dieppe ist eine Stadt am Petitcodiac River mit 25.384 Einwohnern (Stand: 2016) im Südosten der kanadischen Provinz New Brunswick. Sie hat eine Fläche von 54,05 Quadratkilometern und eine Bevölkerungsdichte von 469,6 Einwohnern pro Quadratkilometer. 2011 betrug die Einwohnerzahl 23.310. 73,8 Prozent der Bevölkerung sprechen Französisch. Dieppe ist Teil der Greater Moncton Area, die auch Moncton und Riverview umfasst. Obwohl einst eine Trabantenstadt, ist Dieppe heute die am schnellsten wachsende Stadt Kanadas. Viele große und kleine Unternehmen haben sich im Industriegebiet von Dieppe niedergelassen, darunter Armour Transport, J. D. Irving und Master Packaging.
Ursprünglich Léger Corner genannt, erhielt Dieppe seinen jetzigen Namen anlässlich seiner Erhebung zur Kleinstadt 1946 zu Ehren der kanadischen Soldaten, die 1942 bei der Operation Jubilee im französischen Dieppe  gefallen waren.
2003 wurde Dieppe von der kanadischen Regierung offiziell von der Kleinstadt zur Großstadt erhoben.
In Dieppe befindet sich auch Champlain Place, das größte Einkaufszentrum in der Provinz, der Crystal Palace Amusement Park und der Greater Moncton Roméo LeBlanc International Airport, der größte Flughafen der Provinz.
Die Stadt Dieppe geht momentan den Ausbau des neuen Innenstadt-Kerns an, der auch eine neue Stadthalle, einen neuen Bauernmarkt und einen neuen Bürokomplex in der Champlain Street beinhaltet.